# Aleksander Antoni Sułkowski
Aleksander Antoni Sułkowski herbu Sulima (ur. 15 października 1730, zm. 21 września 1786 w Wiedniu) – Książę Świętego Cesarstwa Rzymskiego od 1752, generał lejtnant wojsk koronnych od 1785, II ordynat rydzyński, starosta odolanowski, III książę bielski (III Herzog von Bielitz), austriacki marszałek polny porucznik, uczestnik wojny siedmioletniej.

## Życiorys
Był synem Aleksandra Józefa Sułkowskiego. 
Poseł województwa kaliskiego na sejm konwokacyjny 1764 roku. Był konsyliarzem województw poznańskiego i kaliskiego w konfederacji 1767 roku.
W 1785 odznaczony Orderem Orła Białego, w 1757 roku odznaczony Orderem Świętego Huberta, kawaler maltański. 19 stycznia 1771 został mianowany na stopień marszałka polnego porucznika ze starszeństwem z 31 listopada 1767.